# Steiermärkische Sparkasse
Die Steiermärkische Bank und Sparkassen AG (meist kurz Steiermärkische Sparkasse genannt) wurde 1825 als Vereinssparkasse (Steyermärkische Spar-Casse) gegründet und ist damit das älteste Geldinstitut in der Steiermark. Die Aufnahme des Geschäftsbetriebs erfolgte am 15. Mai 1825 im ersten Geschäftslokal im Landhaus, Schmiedgasse Nr. 9. Der eigentliche Gründer der Steiermärkischen Sparkasse war der persönliche Repräsentant des Kaisers und sein Statthalter in der Steiermark: Franz de Paula Graf Hartig. Er war seit 1823 der k.k. Gouverneur der Steiermark und damit Chef des k.k. steiermärkischen Guberniums, der obersten politischen Behörde des Landes. Neben seinen politischen Aufgaben hatte er auch eine Funktion inne, die ihn zur Gründung einer Sparkasse in Graz inspiriert hatte. Er war seit 1823 Mitglied des Vereins der Ersten österreichischen Spar-Casse und hatte dadurch einen direkten Einblick in die Anfänge des Sparkassenwesens in Österreich. Bereits 1824 hatte er den Entschluss gefasst, auch in der Steiermark ein Institut dieser Art zu gründen.

## Geschichte
Am 12. Februar 1825 wurde durch die Subskribenten die Errichtung einer „Steyermärkischen Spar-Casse zu Gratz“ und deren Statut beschlossen und ihre ersten Organe gewählt. Am 2. März 1825 erfolgte die Genehmigung der Satzungen durch das Gubernium für die Steiermark (Zl. 4840) und der Wahl der Mitglieder des permanenten Ausschusses. Am 5. Mai 1825 erfolgte mit Dekret der Vereinigten Hofkanzlei in Wien die Erlaubnis zum Betrieb dieses ersten Grazer Geldinstituts.
Am 15. Mai 1825 erfolgte die Eröffnung in den Räumen des Geschäftslokals im Landhaus. Der erste Kunde war der Protektor der Sparkasse, Graf von Hartig, der einen Betrag von 100 fl. C.M. mit einer Widmung einlegte. Die ersten Dienstnehmer der Sparkasse waren Peter Lingl (Kassier) und Ignaz Dissauer (Buchhalter). Besoldet wurden sie allerdings von ihrem bisherigen Dienstgeber Carl Freiherr von Mandell. Am 24. März 1838 besuchte Erzherzog Johann in Begleitung des Staatsministers Graf von Kolowrat die Sparkasse.
Am 1. April 1885 zog die Steiermärkische Sparkasse in ihr neues Haus, errichtet nach Plänen von Matthias Seidl, ein, in dem auch der (ältere) Stephaniensaal gebaut und der Öffentlichkeit zur Verfügung gestellt wurde.
Die Steiermärkische Sparkasse in Graz entstand aus „der im Jahre 1939 im Wege der Gesamtrechtsnachfolge erfolgten Überführung der Sparkasse des Bezirks Umgebung Graz und der Gemeinde-Sparkasse in Graz auf die alte Steiermärkische Sparkasse.“ Ab 1965 begann eine Expansion in der Steiermark mit 20 Sparkassenzukäufe. 1991 wurde sie in eine Aktiengesellschaft eingebracht. 1992 war die Fusion der Steiermärkische Sparkasse mit die Steiermärkische Bank. Ab 1997 kam es zur Expansion am Westbalkan. 2000 war die Übernahme von Erste-Bank-Filialen der Steiermark. Im August 2001 übernahm die Steiermärkische Sparkasse die davor eigenständige Sparkasse Leoben.
2019 erfolgte ein Kaufvertragsabschluss über den Erwerb an der Ohridska Banka Societe General (OBSG) in Skopje. 2020 war eine Fusion mit dem Bankhaus Krentschker.

## Unternehmensprofil
Die Steiermärkische Bank und Sparkassen AG wurde 1825 als Vereinssparkasse gegründet und war somit das erste Geldinstitut der Steiermark. Sie ist eine Universalbank mit Dienstleistungen für Privatkunden, Klein- und Mittelbetriebe, Private Banking-Kunden, Großunternehmen, institutionelle Kunden und die öffentliche Hand. Mit einer Bilanzsumme von 22,5 Milliarden Euro ist sie die größte Retailbank in der Steiermark. Zum erweiterten Heimmarkt zählen Nordmazedonien, Bosnien und Herzegowina, Montenegro, Kroatien, Serbien und Slowenien. Als größte Bundesländer-Sparkasse ist die Steiermärkische Sparkasse ein wichtiger Teil der österreichischen Sparkassengruppe, die aus 49 Sparkassen mit der Erste Group Bank und der Erste Bank Österreich als führende Institute, besteht. Zudem ist sie Mitglied im Sparkassen Haftungsverbund. 
Die „Steiermärkische Bank und Sparkassen AG“ hat ihren Sitz Am Sparkassenplatz in Graz. Die Besitzanteile der Aktiengesellschaft liegen zu 73,8 % bei der „Steiermärkischen Verwaltungssparkasse“, 25 % hält die „Erste Bank Österreich“ und 1,2 % die Mitarbeiter.
Mit einer Bilanzsumme von 22,5 Milliarden Euro ist der Konzern der Steiermärkischen Sparkasse die größte steirische Sparkasse und die größte Sparkasse im südlichen Österreich. Die Sparkasse beschäftigt 2.917 Mitarbeiter und betreibt 234 Standorte. In ganz Europa nehmen 1 Million Kunden die Dienste des Kreditinstituts in Anspruch. (Stand Dezember 2024)

## Debanking
Im Juni 2017 wurde bekannt, dass die Steiermärkische Sparkasse das Bankkonto der Identitären Bewegung Österreich gekündigt hatte. Im Vorfeld hatte die Online-Plattform #aufstehn kritisiert, dass die Identitären über ihr Bankkonto Spenden für Kampagnen gegen Flüchtlinge sammelten. Eine Sprecherin von Aufstehn nannte das Debanking der Identitären einen „Etappensieg“.
Im Dezember 2024 berichtete der ORF, dass die Steiermärkische Sparkasse das Bankkonto des FPÖ-nahen Magazin Freilich gekündigt hat. Maria Mayrhofer von der Online-Plattform #aufstehn erklärte die Kündigung des Bankkontos damit, dass Banken auf ihr Image bedacht seien und sich Werten wie Vielfalt und Demokratie verbunden fühlten.